# ¿Tú crees en mí? Tour
El ¿Tú crees en mi? Tour es la gira promocional del primer álbum de estudio Tú crees en mi? de la cantante argentina Emilia. Se trata de la segunda gira musical de la cantante en la cual recorrerá gran parte de la Argentina, Uruguay, España y Estados Unidos.Comienza el 17 de octubre de 2022 en Tucumán y acaba el 1 de diciembre en Mendoza.

## Antecedentes y desarrollo
Luego del lanzamiento del álbum, el 11 de julio Emilia anuncia su primer concierto de presentación del disco en el Movistar Arena de Buenos Aires. Debido a la alta demanda, añadió otra fecha para el 23 de septiembre. Más tarde, el 3 de agosto, confirmaría una gira nacional por las diferentes ciudades de todo el país. En Rosario, tuvo que añadir otro concierto ya que se vendió muy rápido.

## Producción

Emilia en el Movistar Arena, Buenos Aires

Emilia lució trajes de Delord y Galin in Boots. Para las visuales del espectáculo, Emilia confió en Julia Conde y la dirección musical fue responsabilidad de Francisco Cia, Pedro Pasquale y Axel Introini, quienes coordinaron cada arreglo en vivo para la banda—guitarra, bajo y batería—. En los conciertos del Movistar Arena, también hubo dos coristas: Victoria Racedo y Mia Folino, hija de Hilda Lizarazu y violines. 
Asimismo, contó con 12 bailarines que fueron variando en número según el recinto. El show mezcla pop, trap y reggaeton.

## Repertorio
El repertorio se dio a conocer oficialmente en el concierto que se celebró en el Movistar Arena en Buenos Aires el 23 de septiembre:
1. «Recalienta»
2. «Perreito Salvaje»
3. «Cielo en la mente»
4. «La Chain»
5. «Esto recién empieza»
6. «BB»
7. «Bendición»
8. «Mi otra mitad»
9. «La Balada»
10. «En guerra (Cover)»
11. «No más»
12. «Latin Girl»
13. «Boomshakalaka»
14. «Rápido lento»
15. «Intoxicao»
16. «No soy yo»
17. «De Enero a diciembre»
18. «Como si no importara»
19. «Cuatro Veinte»

## Artistas Invitados
- 23 septiembre (Buenos Aires): Tiago PZK, Duki
- 24 septiembre (Buenos Aires): Tiago PZK, Nicki Nicole, Duki, Rusherking.

## Fechas
| Fecha            | Ciudad          | País            | Recinto                  |
| América del Sur  | América del Sur | América del Sur | América del Sur          |
| ---------------- | --------------- | --------------- | ------------------------ |
| 17 de septiembre | Tucumán         | Argentina       | Teatro Mercedes Sosa     |
| 18 de septiembre | San Juan        | Argentina       | Estadio del Bicentenario |
| 23 de septiembre | Buenos Aires    | Argentina       | Movistar Arena           |
| 24 de septiembre | Buenos Aires    | Argentina       | Movistar Arena           |
| 2 de octubre     | Paraná          | Argentina       | Club Echague             |
| 8 de octubre     | Pilar           | Argentina       | Microestadio Municipal   |
| 10 de octubre    | Mendoza         | Argentina       | Auditorio Bustelo        |
| 12 de octubre    | Rio Cuarto      | Argentina       | Costanera Opus           |
| 13 de octubre    | Córdoba         | Argentina       | Quality Arena            |
| 15 de octubre    | Rosario         | Argentina       | Teatro Broadway          |
| 16 de octubre    | Rosario         | Argentina       | Teatro Broadway          |
| 21 de octubre    | La Plata        | Argentina       | Teatro Ópera             |
| 22 de octubre    | Mar de Plata    | Argentina       | Teatro Radio City        |
| 23 de octubre    | Bahía Blanca    | Argentina       | Teatro Don Bosco         |
| 28 de octubre    | Posadas         | Argentina       | La Cascada               |
| 29 de octubre    | Corrientes      | Argentina       | Club Boca Unidos         |
| 30 de octubre    | Santa Fe        | Argentina       | Harlem Festival          |
| 5 de noviembre   | Montevideo      | Uruguay         | America Rockstars        |
| 20 de noviembre  | Paraná          | Argentina       | Fiesta de Disfraces      |

## Gira de 2023
Emilia anunció la continuación ¿Tú crees en mi? Tour  en 2023. La segunda parte de la gira empezó el 17 de enero de 2023 en Jesús María, Argentina y terminó el 1 de diciembre de 2023 en Mendoza. Esta parte de la gira estuvo marcada por las primeras visitas internacionales a Chile, México, Suiza y Brasil. También cabe destacar que  hubo cambios tanto en el repertorio de canciones como en el escenario, el vestuario y el elenco de bailarines.

## Antecedentes y desarrollo
Luego de la gira nacional por Argentina, Emilia fue invitada a participar en el Festival Viña del Mar donde recibió una Gaviota de Oro y de Plata por su desempeño en el escenario del segundo día. Asimismo, participó como jurado junto con Nicki Nicole, Polima Westcoast, Juanita Parra, Eduardo Fuentes, José Luis Reppening, Gonzalo Valenzuela y Daniel Fuenzalida. Unas semanas más tarde, anunció su primer show solista en Santiago de Chile en el Movistar Arena para el 19 de mayo. 
El 17 de marzo, Emilia se presentó en las Ventas de Madrid con una capacidad de 3000 personas. Fue sold out. Al mes, se presentó de nuevo en Madrid y Rubí en el marco de Los 40 Primavera Pop. Y el 17 de mayo, anunció su gira por festivales con un total de 16 fechas. Una vez finalizado el verano español, Emilia volvió a Argentina y realizó varios shows gratuitos por el país destacando su participación en la primera edición del Equal Spotify Festival, junto con Maria Becerra, Lali, Marilina Bertoldi, Karina, Taichu y Conne Isla.
Durante el 2023, Emilia también visitó por primera vez México, se presentó en importantes festivales como el Tecate Emblema y el Coca Cola Flow Fest.

## Producción

Emilia en el festival Equal de Spotify, en Buenos Aires

Durante toda la gira del 2023, Emilia vistió de Dominnico. Hubo cambios en el repertorio, ya que fue añadiendo canciones conforme salían: «En la intimidad», «Uno los dos», «Jagger.mp3», «Los del Espacio», «GTA.mp3» y «No_Se_Ve.mp3». La coreografía de la parte brasileña de «No_Se_Ve.mp3» se hizo tan viral que Emilia llegó a bailar a varias fanáticas para bailarla juntas.

## Artistas Invitados
- 21 de febrero (Viña del Mar): MYA, Rusherking
- 17 de marzo (Madrid): Duki. Aleesha, Ptazeta
- 14 de mayo (Chile): Ruskerking

## Fechas
| Fecha             | Ciudad                  | País            | Recinto                        |
| América del Sur   | América del Sur         | América del Sur | América del Sur                |
| ----------------- | ----------------------- | --------------- | ------------------------------ |
| 17 de enero       | Jesús María             | Argentina       | Festival de Doma y Folkclore   |
| 21 de febrero     | Viña del Mar            | Chile           | Festival Viña del Mar          |
| 26 de febrero     | Río Negro               | Argentina       | Fiesta Nacional de la Manzana  |
| 10 de marzo       | Dolores                 | Argentina       | Fiesta Nacional de la Guitarra |
| Europa            |                         |                 |                                |
| 17 de marzo       | Madrid                  | España          | Las Ventas                     |
| 14 de abril       | Madrid                  | España          | Los 40 Primavera Pop           |
| 15 de abril       | Rubí                    | España          | Los 40 Primavera Pop           |
| América del Norte |                         |                 |                                |
| 14 de mayo        | Ciudad de México        | México          | Tecate Emblema                 |
| América del Sur   |                         |                 |                                |
| 19 de mayo        | Santiago de Chile       | Chile           | Movistar Arena                 |
| Europa            |                         |                 |                                |
| 17 de junio       | Madrid                  | España          | Boombastic Festival            |
| 24 de junio       | Canarias                | España          | Boombastic Festival            |
| 29 de junio       | Sevilla                 | España          | Puro Latino Fest               |
| 1 de julio        | La Rioja                | España          | Holika Festival                |
| 2 de julio        | Avilés                  | España          | Reggaeton Beach Festival       |
| 9 de julio        |                         | España          |                                |
| 11 de julio       | Montreux                | Suiza           | Montreux Jazz Festival         |
| 14 de julio       | Málaga                  | España          | Sabatic Fest                   |
| 20 de julio       | Tenerife                | España          | Cook Music Fest                |
| 22 de julio       | Santander               | España          | Festival Hoky Music            |
| 23 de julio       | Valencia                | España          | Zevra Festival                 |
| 27 de julio       | Chiclana de la Frontera | España          | Concert Music Festival         |
| 29 de julio       | La Coruña               | España          | Morriña Festival               |
| 30 de julio       |                         | España          |                                |
| 1 de agosto       | Marbella                | España          | Starlite Festival              |
| 3 de agosto       | Burriana                | España          | Arena Sound Festival           |
| 6 de agosto       | Punta Umbria            | España          | Live Punta Umbria              |
| América del Sur   |                         |                 |                                |
| 9 de septiembre   | Tucumán                 | Argentina       | Fiesta Nacional de la Empanada |
| 15 de septiembre  | Formosa                 | Argentina       | Fiesta Nacional del Pomelo     |
| 16 de septiembre  | Buenos Aires            | Argentina       | Equal Spotify Festival         |
| 19 de septiembre  | Florianópolis           | Brasil          | Festival Floripa               |
| 21 de septiembre  | Moreno                  | Argentina       | Festival Urbano de Moreno      |
| 23 de septiembre  | Almirante Brown         | Argentina       | Festival de la Juventud        |
| 30 de septiembre  | Pehua                   | Argentina       | Fiesta del Estudiante          |
| América del Norte |                         |                 |                                |
| 26 de noviembre   | Ciudad de México        | México          | Coca Cola Flow Fest            |
| América del Sur   |                         |                 |                                |
| 1 de diciembre    | Mendoza                 | Argentina       | Fiesta de la Cerveza           |